# Roland Heep
Roland Heep (* 1. November 1971 in Essen) ist ein deutscher Podcaster und Drehbuchautor für Film und Fernsehen.

## Leben
Roland Heep studierte an der Ruhr-Universität Bochum. 
1999 gründete er zusammen mit seinen Kollegen Jörg Alberts, Frank Koopmann und Jeanet Pfitzer die Autorengruppe „mondo23“, zu der 2008 die Berliner Drehbuchautorin Susanne Wiegand als fünftes Mitglied hinzu stieß.
Zusammen mit Drehbuchautor Gerry Streberg betreibt Heep den Podcast „Viele Wege führen nach Om“.
Er ist verheiratet und lebt in Dortmund.

## Leben und Werk
Roland Heep schrieb Drehbücher für folgende TV-Produktionen:
- Unter uns (RTL Television, 1996–1998. Grundy Ufa)
- Bei aller Liebe (Das Erste, 2000–2003. TNF Tele-Norm-Film GmbH)
- SOKO Leipzig (ZDF, 2001–heute. Ufa Fernsehproduktion)
- R. I. S. – Die Sprache der Toten (Sat1, 2007. Producers at Work)
- Der Elefant – Mord verjährt nie (Sat1, 2004. Pro GmbH)
- GSG 9 – Ihr Einsatz ist ihr Leben (Sat1, 2006–2008. typhoon AG)
- Alarm für Cobra 11 – Die Autobahnpolizei (RTL Television, 2000–heute. Action Concept)
- the Bill - Proof of Life Part 2 (ITV, 2008, talkback Thames, Regie: Robert Del Maestro)
- Hai-Alarm auf Mallorca (RTL Television, 2003. Regie: Jorgo Papavassiliou)
- Der Abgrund - Eine Stadt stürzt ein (ProSieben Television, 2008. Regie: Sebastian Vigg)
- Tatort – Trautes Heim (Das Erste, 2013. Regie: Christoph Schnee)
- Die Toten vom Bodensee (seit 2022, ORF & ZDF)
  - Das zweite Gesicht (2022)
  - Unter Wölfen (2022)
  - Der Nachtalb (2023)
  - Atemlos (2024)
  - Die Messias (2024)[2]
  - Nachtschatten (2024)
  - Die Medusa (2025)
  - Das Geisterschiff (2025)[3]